# Sertularia camtschatika
Sertularia camtschatika är en nässeldjursart som först beskrevs av Boris Stepanovich Vinogradov 1947.  Sertularia camtschatika ingår i släktet Sertularia och familjen Sertulariidae. Inga underarter finns listade i Catalogue of Life.